# Luzim
Luzim ist ein Ort und eine ehemalige Gemeinde (Freguesia) im Norden Portugals.
Luzim gehört zum Kreis Penafiel im Distrikt Porto. Die Gemeinde hatte eine Fläche von 6,4 km² und 817 Einwohner (Stand 30. Juni 2011).
Am 29. September 2013 wurden die Gemeinden Luzim und Vila Cova zur neuen Gemeinde Luzim e Vila Cova zusammengeschlossen.

## Antike Bauwerke

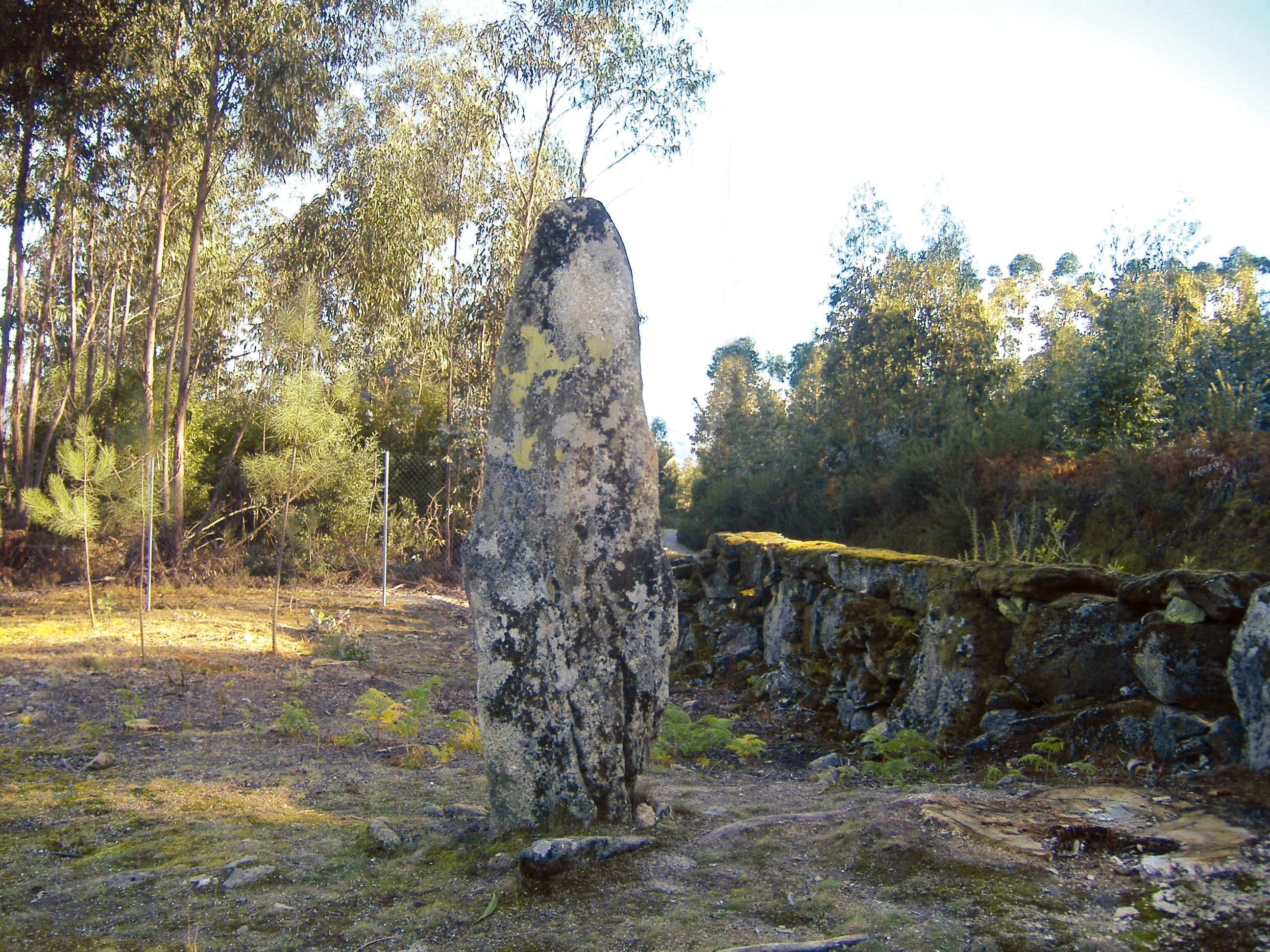
Menhir von Luzim

- Menhir von Luzim
- Gravuren von Lomar

## Söhne und Töchter
- Vitorino José Pereira Soares (* 1960), römisch-katholischer Geistlicher, Weihbischof in Porto